# Kotzenbach (Püchersreuth)
Kotzenbach ist ein Ortsteil von Püchersreuth im Landkreis Neustadt an der Waldnaab des bayerischen Regierungsbezirks Oberpfalz.

## Geographische Lage
Der Weiler Kotzenbach befindet sich am Nordrand der Ortschaft Wurz am Südhang des Rötenbühl.
600 m westlich von Kotzenbach fließt die Waldnaab von Norden nach Süden.
Am Südrand von Kotzenbach verläuft der gleichnamige Bach von Walpersreuth her kommend.
Er mündet nach 600 m in die Waldnaab.
Westlich von Kotzenbach verläuft die Bahnstrecke Weiden–Oberkotzau. Der nächstgelegene Bahnhof ist der Bahnhof von Windischeschenbach, 2,5 km nordwestlich von Kotzenbach.
1,2 km östlich von Kotzenbach verläuft die Bundesstraße 15 und 1,4 km westlich von Kotzenbach die A 93.
Kotzenbach liegt 5 km nordwestlich von Püchersreuth, 5 km nördlich von Neustadt an der Waldnaab und 3 km südlich von Windischeschenbach.

## Geschichte
Kotzenbach lag im Herrschaftsbereich der Burg Neuhaus.
Die Burg Neuhaus war Ende des 13. Jahrhunderts von Landgraf Ulrich I. von Leuchtenberg erbaut und ab 1328 an das Kloster Waldsassen verpfändet worden.
Kotzenbach wurde in einer Verkaufsurkunde von 1423 erwähnt.
Die Landgrafen Johann und Jorg von Leuchtenberg verkauften darin Teile ihres Besitzes an das Kloster Waldsassen.
Ab 1515 ging die Burg und ihr Herrschaftsbereich ganz in das Eigentum des Klosters Waldsassens über.
Kotzenbach gehörte vom 15. bis zum 17. Jahrhundert zum Gericht Neuhaus.
Kotzenbach wurde im waldsassischen Ämterverzeichnis 1560 mit 6 Mannschaften, 1 Bruder, 1 Hutmann und Schäfer aufgeführt.
Kurfürst Ottheinrich führte 1542 per Erlass die protestantische Konfession in seinem Fürstentum ein.
In den Jahren 1548 bis 1571 ging die Herrschaft des Klosters Waldsassen nach und nach in die kurpfälzische Landeshoheit über.
Im Rahmen der von Ottheinrich 1558 durchgeführten Neuordnung des Kirchenwesens in der gesamten Oberen Pfalz wurde Wurz Pfarrei in der Superintendentur Tirschenreuth.
Die Pfarrei Wurz umfasste die Ortschaften Kotzenbach, Pfaffenreuth, Mitteldorf, Rotzendorf, Walpersreuth, Eppenreith, Kahhof, Lamplmühle, Ernsthof, Stinkenbühl, Rotzenmühle, Wurmsgefäll, Geißenreuth.
Ihr Pfarrer war Michael Schiffendecker aus Runneburg bei Zwickau.
Wurz gehörte zunächst zum Landgericht Tirschenreuth und wurde 1857 in das Landgericht Neustadt an der Waldnaab umgegliedert.
Bei der Gegenreformation wurde Wurz wieder katholisch, die kirchliche Einteilung Ottheinrichs wurde aufgehoben und der Zustand von vor der Reformation wieder hergestellt.
Der Stift Waldsassen wurde 1669 an die Zisterzienser zurückgegeben.
Die Pfarrei Wurz gehörte nun zum Dekanat Nabburg.
Das Ämterverzeichnis von 1622 erwähnte Kotzenbach mit 6 Mannschaften und das Steuerbuch von 1630 mit 4 Höfen, 1 Gut und 1 Häusel.
1792 hatte Kotzenbach 5 Untertanen und 1796 wurden 34 stiftische Einwohner verzeichnet.
Seit 1808 war Wurz Gemeinde und Steuerdistrikt mit den Ortschaften Wurz, Kahhof, Kotzenbach, Lamplmühle und Pfaffenreuth.
1978 wurde die Gemeinde Wurz mit ihren Ortsteilen in die Gemeinde Püchersreuth eingegliedert.

## Einwohnerentwicklung in Kotzenbach ab 1819
| Jahr | Einwohner | Gebäude |
| ---- | --------- | ------- |
| 1819 | 37        | 5       |
| 1838 | 38        | 5       |
| 1871 | 36        | 22      |
| 1885 | 37        | 5       |
| 1900 | 39        | 7       |
| 1913 | 40        | 4       |

| Jahr | Einwohner | Gebäude |
| ---- | --------- | ------- |
| 1925 | 28        | 4       |
| 1950 | 40        | 5       |
| 1961 | 29        | 5       |
| 1970 | 23        | k. A.   |
| 1987 | 36        | 6       |
| 2011 | 25        | k. A.   |